# ۶۸۹ (پیش از میلاد)
۶۸۹ (پیش از میلاد) ۶۸۹مین سال قبل از تقویم میلادی است.